# 李润兰
李润兰（1950年1月—），女，汉族，河北容城人，中华人民共和国政治人物，曾任中共天津市和平区委书记，天津市人大常委会副主任。